# Vidbir

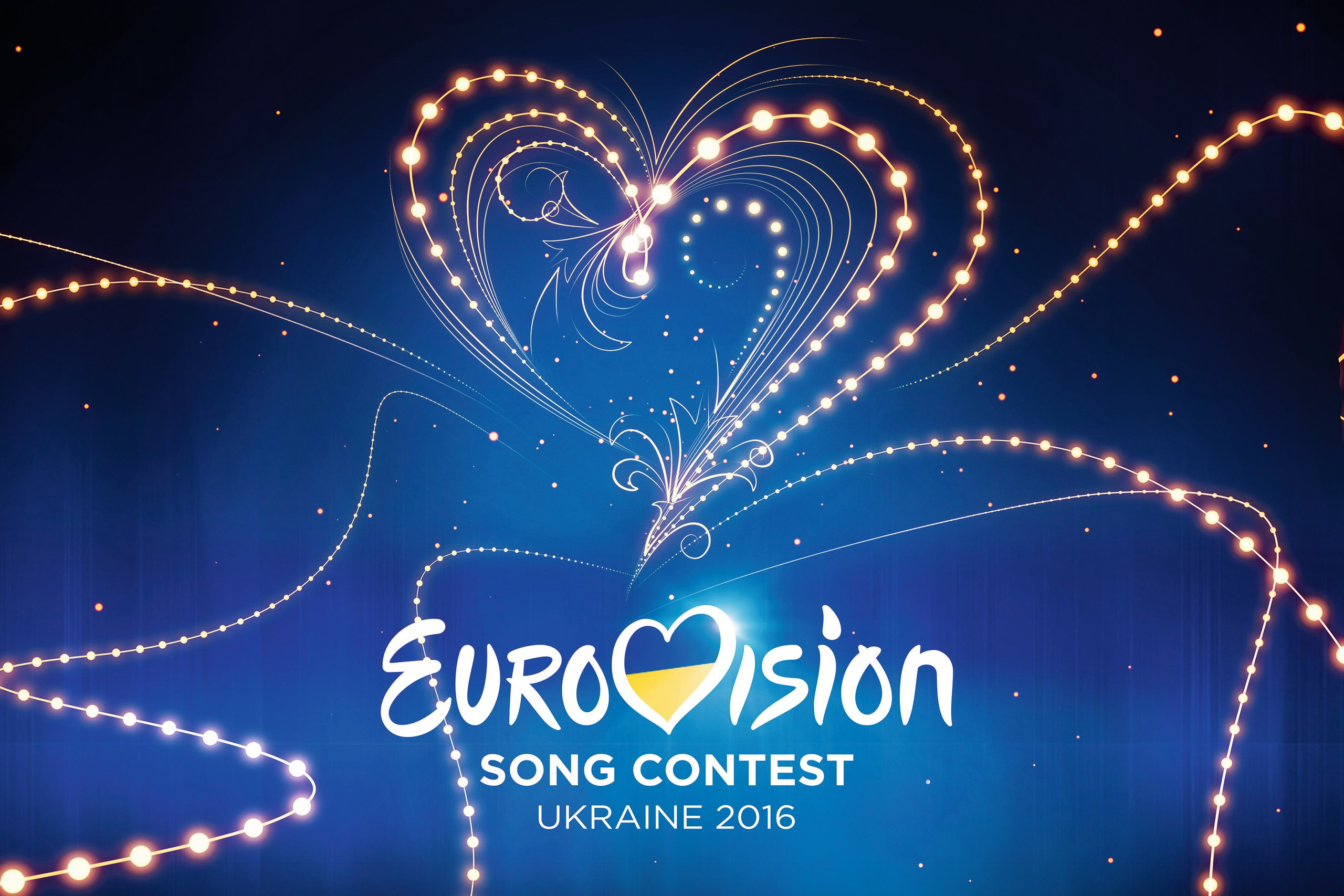
Eurovision Song Contest

Jevrobatsjennia. Natsionalnyi Vidbir (Oekraïens: Євробачення. Національний відбір), meestal alleen Vidbir genoemd, is sinds 2016 de Oekraïense nationale preselectie voor het Eurovisiesongfestival. De allereerste editie van 2016 bleek direct succesvol, de winnares Jamala won later ook het Eurovisiesongfestival 2016.

## Edities
| Jaar | Artiest                    | Lied                           | Eurovisiesongfestival                 | Eurovisiesongfestival                 | Eurovisiesongfestival                 | Eurovisiesongfestival                 |
| Jaar | Artiest                    | Lied                           | Halve finale                          | Punten                                | Finale                                | Punten                                |
| ---- | -------------------------- | ------------------------------ | ------------------------------------- | ------------------------------------- | ------------------------------------- | ------------------------------------- |
| 2016 | Jamala                     | 1944                           | 2                                     | 287                                   | 1                                     | 534                                   |
| 2017 | O.Torvald                  | Time                           | Automatisch gekwalificeerd            | Automatisch gekwalificeerd            | 24                                    | 36                                    |
| 2018 | Mélovin                    | Under the Ladder               | 6                                     | 179                                   | 17                                    | 130                                   |
| 2019 | Maruv                      | Siren Song                     | Deelname ingetrokken                  | Deelname ingetrokken                  | Deelname ingetrokken                  | Deelname ingetrokken                  |
| 2020 | Go_A                       | Solovej                        | Geannuleerd vanwege COVID-19-pandemie | Geannuleerd vanwege COVID-19-pandemie | Geannuleerd vanwege COVID-19-pandemie | Geannuleerd vanwege COVID-19-pandemie |
| 2022 | Alina Pasj                 | Shadows of Forgotten Ancestors | Deelname ingetrokken                  | Deelname ingetrokken                  | Deelname ingetrokken                  | Deelname ingetrokken                  |
| 2023 | Tvorchi                    | Heart of Steel                 | Automatisch gekwalificeerd            | Automatisch gekwalificeerd            | 6                                     | 243                                   |
| 2024 | Alyona Alyona & Jerry Heil | Teresa & Maria                 | 2                                     | 173                                   | 3                                     | 453                                   |
| 2025 | Ziferblat                  | Bird of Pray                   |                                       |                                       |                                       |                                       |

## Juryleden
| Jury                | 2016 | 2017 | 2018 | 2019 | 2020 | 2022 | 2023 |
| ------------------- | ---- | ---- | ---- | ---- | ---- | ---- | ---- |
| Vjerka Serdjoetsjka |      |      |      |      |      |      |      |
| Konstantin Meladze  |      |      |      |      |      |      |      |
| Ruslana             |      |      |      |      |      |      |      |
| Jamala              |      |      |      |      |      |      |      |
| Jevhen Filatov      |      |      |      |      |      |      |      |
| Tina Karol          |      |      |      |      |      |      |      |
| Vitalii Drozdov     |      |      |      |      |      |      |      |
| Jaroslav Lodygin    |      |      |      |      |      |      |      |
| Julia Sanina        |      |      |      |      |      |      |      |
| Taras Topolja       |      |      |      |      |      |      |      |

## Seizoenen
| Jaar | Première    | Finale      | Deelnemers | Afleveringen | Winnaar                        | Tweede plek        | Derde plek             |
| ---- | ----------- | ----------- | ---------- | ------------ | ------------------------------ | ------------------ | ---------------------- |
| 2016 | 6 februari  | 21 februari | 18         | 3            | Jamala                         | The Hardkiss       | SunSay                 |
| 2016 | 6 februari  | 21 februari | 18         | 3            | 1944                           | Helpless           | Love Manifest          |
| 2017 | 4 februari  | 25 februari | 24         | 4            | O.Torvald                      | Tayanna            | Mélovin                |
| 2017 | 4 februari  | 25 februari | 24         | 4            | Time                           | I Love You         | Wonder                 |
| 2018 | 10 februari | 24 februari | 18         | 3            | Mélovin                        | Tayanna            | Kadnay                 |
| 2018 | 10 februari | 24 februari | 18         | 3            | Under the Ladder               | Lelya              | Beat of the Universe   |
| 2019 | 9 februari  | 23 februari | 16         | 3            | Maruv                          | Freedom Jazz       | Kazka                  |
| 2019 | 9 februari  | 23 februari | 16         | 3            | Siren Song                     | Cupidon            | Apart                  |
| 2020 | 8 februari  | 22 februari | 16         | 3            | Go_A                           | Khayat             | Krutь                  |
| 2020 | 8 februari  | 22 februari | 16         | 3            | Solovej                        | Call for Love      | 99                     |
| 2022 | 12 februari | 12 februari | 8          | 1            | Alina Pasj                     | Kalush Orchestra   | Wellboy                |
| 2022 | 12 februari | 12 februari | 8          | 1            | Shadows of Forgotten Ancestors | Stefania           | Nozzy Bossy            |
| 2023 | 17 december | 17 december | 10         | 1            | Tvorchi                        | Krutь              | Jerry Heil             |
| 2023 | 17 december | 17 december | 10         | 1            | Heart of Steel                 | Kolyskova          | When God Shut the Door |
| 2024 | 4 februari  | 4 februari  | 11         | 1            | Alyona Alyona & Jerry Heil     | Ziferblat          | Mélovin                |
| 2024 | 4 februari  | 4 februari  | 11         | 1            | Teresa & Maria                 | Please I Call Home | Dreamer                |

2003 · 2004 · 2005 · 2006 · 2007 · 2008 · 2009 · 2010 · 2011 · 2012 · 2013 · 2014 · 2015 · 2016 · 2017 · 2018 · 2019-2020 · 2021 · 2022 · 2023 · 2024 · 2025